# Stammhaus Underberg

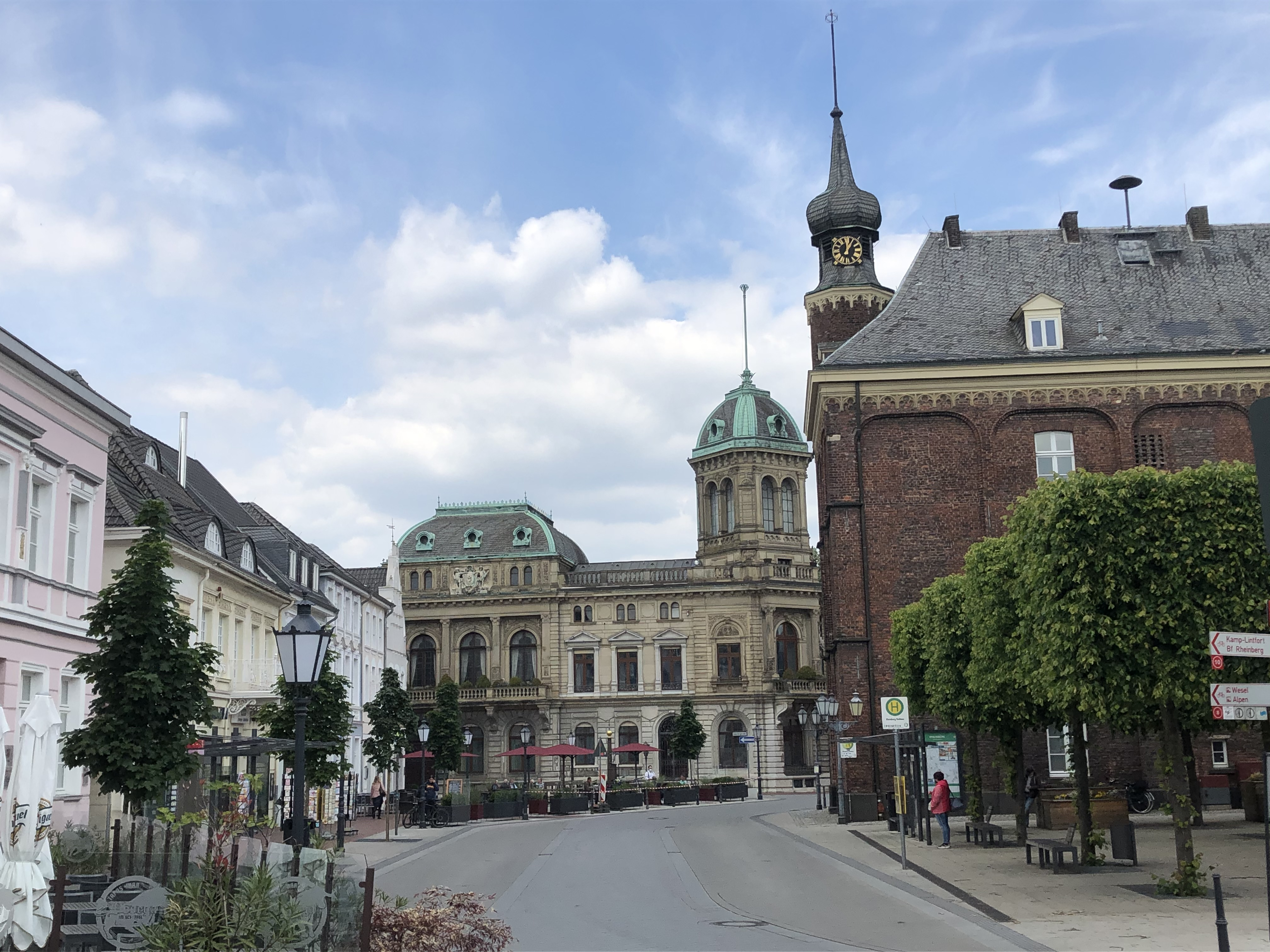
Stammhaus Underberg, 2020

Das Stammhaus Underberg ist ein historisches Gebäude an der Underbergstraße 1–3 in Rheinberg. Es ist das Stammhaus des Familienbetriebs Underberg. Der Unternehmensgründer Hubert Underberg und seine Frau Catharina, geborene Albrecht, ließen es in den Jahren 1869 bis 1874 gegenüber dem Rheinberger Fischmarkt in der Marktstraße (heute Underbergstraße) an der Stelle ihrer alten Gebäude errichten. Der Entwurf des Hauses im Stil einer italienisch-französisch geprägten Spätrenaissance stammte von Ernst Giese. Zur Inneneinrichtung zählt ein mit klassischen Stukkaturen ausgestattetes Vestibül mit Freitreppe und der Saal mit Stukkaturen im Stil des Rokoko im ersten Obergeschoss.
Das Gebäude steht seit dem 28. Juni 1985 unter Denkmalschutz.